# Acqua pe sta terra
Acqua pe sta terra è  il quinto album in studio dei Sud Sound System, pubblicato dall'etichetta V2 il 10 maggio 2005. Parecchie sono le collaborazioni in questo disco: la prima vede il rapper Luciano nel brano Now is the time, traccia dedicata all'ambiente. La title track vede invece la presenza di Chico e Nu te fa futtere denuncia il sistema corrotto con l'aiuto di General Levy. Ma la collaborazione più importante è sicuramente quella di Antony Johnson la cui voce suona come una preghiera nel pezzo Jah Jah is Calling. Tutto il disco si dipana sulla falsariga reggae/dub senza particolari invenzioni o sperimentazioni. I ritmi in levare si sprecano quindi così come le martellanti melodie in salentino.

## Tracce
1. Ciao Amore
2. Dimme A Ddhu Stae
3. Now Is The Time (feat. Luciano)
4. Giungla
5. Strade Rosse
6. Acqua Pe Sta Terra (feat. Chico)
7. Sciamu a Ballare
8. Bomba Innescata
9. Jah Jah Is Calling (feat. Antony Johnson)
10. Tocca Lu Cielu
11. Amore E Odiu
12. Filu Te Ientu
13. Nun Te Fa Futtere  (feat. General Levy)
14. Reggae Calypso